# Fulica prisca
Fulica prisca je vyhynulý druh lysky z čeledi chřástalovitých, který se endemicky vyskytoval na Novém Zélandu. K vyhynutí druhu došlo v prehistorických dobách následkem lovu lidmi a snad i predace krysou ostrovní.

## Systematika
Za formální autoritu druhu se považuje Augustus Hamilton, který druh formálně popsal v roce 1893 jako Fulica prisca. Druh byl občas považován za konspecifický s lyskou Fulica chathamensis z Chathamských ostrovů, studie z roku 2002 však seznala, že na základě osteologických rozdílů by se oba druhy měly považovat za samostatné druhy.

## Popis a ekologie
Jednalo se o velkého ptáka, který s délkou těla 40 cm a váhou kolem 1,8 kg představoval druhého největšího zástupce lysek hned po svém chathamském protějšku Fulica chathamensis. I přes velké tělo se má za to, že lyska Fulica prisca mohla létat. I přes schopnosti létání se dá konstatovat, že lyska Fulica prisca byla více při zemi žijící než jiné druhy lysek.
Široké spektrum topografie nalezišť, ve kterých byly kosterní pozůstatky druhu nalezeny, napovídá, že druh byl široce rozšířen po Jižním i Severním ostrově. K vyhledávaným stanovištím patřily otevřenější habitaty od pobřežních oblastí přes močálovitá stanoviště po subalpinskou hornatou krajinu.

## Vyhynutí
Lyska Fulica prisca vyhynula v prehistorických dobách následkem lovu lidmi a predace krysami ostrovními. O lovu lidmi svědčí mj. kosterní pozůstatky v maorských sídlištích i nástroje vyrobené z kostí Fulica prisca nalezené v pobřežních oblastech Marlborough. Od Evropanů, kteří na Nový Zéland poprvé dorazili v 18. století, zprávy o lysce nepocházejí, čili se předpokládá, že lyska vyhynula před 18. stoletím. Po vyhynutí F. prisca a F. chathamensis je jediným druhem lysky v oblasti Australasie lyska černá (Fulica atra).